# Зграда Вилмоша Гринбаума
Зграда Вилмоша Гринбаума подигнута је 1882. године у главној улици Зрењанина, улици краља Александра I Карађорђевића, у оквиру Старог градског језгра, као Просторно културно-историјске целине од великог значаја.
Јеврејска породица Гринбаум (Grűnbaum) била је позната по свом кројачком занату и трговини мушке и женске модне робе, а у приземљу ове зграде су имали своју продавницу одела, тепиха и другог покућстава. Зграду је подигао Вилмош Гринбаум ангажујући локалног архитекту, а његови наследници су је адаптирали и модернизовали 1905. године, када добија сецесијски ентеријер и преобликовано приземље са проширеним отворима, раскошно обрађеним дрвеним оквирима излога и портала.
Грађевина једним подужим крилом, уз које иде балкон-галерија на конзолама и ограда од ливеног гвожђа, излази на Гимназијску улицу 3 и заједно са још две згаде формира затворено унутрашње двориште. Ентеријер спратних одаја изведен је у стилу сецесије – врата и прозори са орнаментиком бојених витража на свим застакљеним површинама сачувани су делимично.
Улична фасада је на спратном делу обрађена клинкер опеком. Под балкона је камена монолитна плоча, са оградом балкона која је новије израде, једноставно обликована од гвоздених профила. Оригинална ограда је била од балустера попут оних на парапету прозора. На фасади су уочљиви трагови обијања делова пиластара и кордонског венца, који су изведени у адаптацији зграде из 1905. године.

## Галерија
- Балкон
- Фасада из Гимназијске улице
- Ајнфорт капија из Гимназијске улице
- Дворишна фасада
- Двориште